# Harm Ottenbros
Harm Ottenbros (ur. 27 czerwca 1943 w Alkmaarze, zm. 4 maja 2022 w Strijen) – holenderski kolarz szosowy i torowy, złoty medalista szosowych mistrzostw świata.

## Kariera
Największy sukces w karierze Harm Ottenbros osiągnął w 1969 roku, kiedy zdobył złoty medal w wyścigu ze startu wspólnego podczas szosowych mistrzostw świata w Zolder. W zawodach tych wyprzedził bezpośrednio Belga Juliena Stevensa oraz Włocha Michele Dancellego. Był to jednak jedyny medal wywalczony przez niego na międzynarodowej imprezie tej rangi. Ponadto był między innymi drugi w Ronde van Drenthe w 1966 roku oraz Vuelta a Andalucia cztery lata później. W latach 1967 i 1968 wygrywał po jednym etapie Tour de Suisse, w 1969 roku wygrał jeden etap Dookoła Belgii, a rok później zwyciężył w jednym z etapów Tour de Luxembourg, jednakże w żadnym z tych wyścigów ostatecznie nie zajął wysokiej pozycji. Trzykrotnie startował w Tour de France, zajmując 78. miejsce w klasyfikacji generalnej w latach 1969 i 1970. Startował także na torze, zdobywając między innymi brązowy medal na mistrzostwach kraju w scratchu w 1976 roku. Nigdy nie wystąpił na igrzyskach olimpijskich. W 1976 roku zakończył karierę.

## Najważniejsze zwycięstwa
- 1967 – etap Tour de Suisse
- 1968 – etap Tour de Suisse
- 1969 – mistrzostwo świata ze startu wspólnego, etap Dookoła Belgii
- 1970 – etap Tour de Luxembourg